# Alan Di Pippa
Alan Leonel Di Pippa (Monte Grande, 16 giugno 2000) è un calciatore argentino, centrocampista del Cerro Largo.

## Carriera
Di Pippa è cresciuto nel settore giovanile del Banfield, con cui ha firmato il primo contratto professionistico nel dicembre del 2021. Ha debuttato in prima squadra il 22 agosto 2022, nell'incontro di Primera División vinto per 1-0 contro il Rosario Central.
Il 4 gennaio 2024, dopo aver rescisso il contratto con il club biancoverde, ha firmato con il Cerro Largo.

## Statistiche

### Presenze e reti nei club
Statistiche aggiornate al 30 aprile 2024.
| Stagione        | Squadra         | Campionato      | Campionato | Campionato | Coppe nazionali | Coppe nazionali | Coppe nazionali | Coppe continentali | Coppe continentali | Coppe continentali | Altre coppe | Altre coppe | Altre coppe | Totale | Totale | Totale |
| Stagione        | Squadra         | Comp            | Pres       | Reti       | Comp            | Pres            | Reti            | Comp               | Pres               | Reti               | Comp        | Pres        | Reti        | Pres   | Reti   |        |
| --------------- | --------------- | --------------- | ---------- | ---------- | --------------- | --------------- | --------------- | ------------------ | ------------------ | ------------------ | ----------- | ----------- | ----------- | ------ | ------ | ------ |
| 2022            | Banfield        | PD              | 6          | 0          | CA+CdL          | 1+0             | 0               |                    | -                  | -                  |             | -           | -           | 7      | 0      |        |
| 2023            | Banfield        | PD              | 7          | 0          | CA+CdL          | 1+1             | 0               |                    | -                  | -                  | TC          | 0           | 0           | 9      | 0      |        |
| 2024            | Cerro Largo     | PD              | 2          | 0          | CU              | 0               | 0               | CS                 | 0                  | 0                  |             | -           | -           | 2      | 0      |        |
| Totale carriera | Totale carriera | Totale carriera | 15         | 0          |                 | 3               | 0               |                    | 0                  | 0                  |             | 0           | 0           | 18     | 0      |        |